# Шадырицы
Шады́рицы — деревня в Большеврудском сельском поселении Волосовского района Ленинградской области.

## История
Впервые упоминается в Писцовой книге Водской пятины 1500 года как деревня Шадыричи в Ястребинском Никольском погосте Копорского уезда.
На карте Ингерманландии А. И. Бергенгейма, составленной по шведским материалам 1676 года, она обозначена как деревня Serderit.
На шведской «Генеральной карте провинции Ингерманландии» 1704 года — как деревня Sadoritz.
Как мыза Седерицо она обозначена на «Географическом чертеже Ижорской земли» Адриана Шонбека 1705 года.
На карте Санкт-Петербургской губернии Ф. Ф. Шуберта 1834 года упоминается как мыза Помещика Сахарова.

ШАДЫРИЦЫ — мыза принадлежит братьям Сахаровым, число жителей по ревизии: 4 м. п., 5 ж. п. (1838 год)

Упоминается на карте Ф. Ф. Шуберта 1844 года как мыза Сахарова.

ШАДЫРИЦЫ — мыза владельческая при ручье Ключевом, по правую сторону 2-й Самерской дороги, число дворов — 2, число жителей: 2 м. п., 3 ж. п. (1862 год)

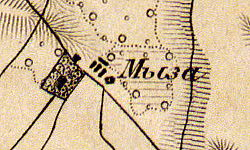
Деревня Шадырицы на карте 1863 года

Согласно материалам по статистике народного хозяйства Ямбургского уезда 1887 года мыза Шадырицы площадью 1197 десятин принадлежала жене пастора Е. Гиппиус, мыза была приобретена в 1884 году за 14 000 рублей.
По данным Первой переписи населения Российской империи 1897 года в Сумском сельском обществе числилась мыза Шадырицы с пустошами наследников статского советника князя Порюс-Визапурского.
В конце XIX — начале XX века мыза административно относилась к Яблоницкой волости 1-го стана Ямбургского уезда Санкт-Петербургской губернии.
По данным «Памятных книжек Санкт-Петербургской губернии» за 1900 и 1905 годы мыза Шадырицы площадью 1185 десятин принадлежала наследникам пастора Рудольфа Августовича Гиппиуса.
Согласно данным переписи населения СССР 1926 года в посёлке Шадырицы Смолеговицкого сельсовета Молосковицкой волости Кингисеппского уезда проживали 77 человек, большинство эстонцы, а также латыши и финны.
С января 1927 года посёлок Шадырицы учитывался в составе Молосковицкого района.
С 1928 года в составе Морозовского сельсовета.
С 1931 года в составе Смолеговицкого сельсовета Волосовского района.
По данным 1933 года это была деревня Шадырица, которая входила в состав Смолеговицкого сельсовета Волосовского района.

Посёлок Шадырицы на карте 1940 года

На топографической карте РККА 1940 года посёлок Шадырицы обозначен как «бывшая мыза Шадырицы».
C 1 августа 1941 года по 31 декабря 1943 года посёлок находился в оккупации.
С 1950 года вновь в составе Морозовского сельсовета.
С 1954 года в составе Курского сельсовета.
С 1963 года в составе Кингисеппского района.
С 1965 года вновь в составе Волосовского района. В 1965 году население посёлка Шадырицы составляло 167 человек.
По данным 1966 года посёлок Шадырицы также находился в составе Курского сельсовета.
По данным 1973 и 1990 годов деревня Шадырицы находилась в составе Остроговицкого сельсовета Волосовского района.
В 1997 году в деревне Шадырицы не было постоянного населения, деревня относилась к Остроговицкой волости, в 2002 году проживали 7 человек (русские — 72 %).
В 2007 году в деревне проживали 2 человека, в 2010 году — 4, в 2013 году — 5 человек.
В мае 2019 года деревня вошла в состав Большеврудского сельского поселения.

## География
Деревня расположена в западной части района к югу от автодороги 41К-054 (Новые Смолеговицы — Курск).
Расстояние до административного центра поселения — 6 км.
Расстояние до ближайшей железнодорожной станции Молосковицы — 18 км.

## Демография
| 1838 | 1862 | 1997 | 2002 | 2007 | 2010 | 2013 |
| ---- | ---- | ---- | ---- | ---- | ---- | ---- |
| 9    | ↘5   | ↘0   | ↗7   | ↘2   | ↗4   | ↗5   |
| 2014 | 2017 |      |      |      |      |      |
| ↗6   | →6   |      |      |      |      |      |

### Национальный состав
Согласно данным Всероссийской переписи населения 2021 года в деревне проживали 9 человек, все русские.

## Достопримечательности
- Частный зоопарк «Приют Белоснежки»[31]